# Nurul Amin
Nurul Amin (en bengali : নূরুল আমীন, en ourdou : نورالامین), né le 15 juillet 1893 à Shahbazpur, alors situé dans le Raj britannique, et mort le 2 octobre 1974 à Rawalpindi, est un homme d'État pakistanais. Membre de la Ligue musulmane et militant de la création du Pakistan, il est Premier ministre du pays en décembre 1971.
Originaire du Bengale et musulman, Nurul Amin est avocat quand il s'engage auprès de la Ligue musulmane. En 1947, il devient l'un des principaux fondateurs du Pakistan autour de Muhammad Ali Jinnah. En 1948, il est nommé ministre en chef du Pakistan oriental mais il ne se relève pas de sa défaite en 1954 alors que cette partie du pays se rapproche de l'indépendantisme. Lors de la guerre de libération du Bangladesh, il soutient le Pakistan qu'il rejoint après la défaite. Il est brièvement Premier ministre puis Vice-président avant sa mort. 

## Jeunesse et éducation
Nurul Amin est né le 15 juillet 1893 à Shahbazpur, alors situé dans la présidence du Bengale du Raj britannique et aujourd'hui dans le district de Brahmanbaria dans le Bangladesh. Il passe ensuite son enfance dans la ville de Nandail située dans le district de Mymensingh. Il entre à l’université en 1915 et il obtient un Bachelor of Arts en littérature anglaise du Mymensingh Ananda Mohan College.
Nurul Amin poursuit ses études à l'Université de Calcutta où il obtient un Bachelor of Laws en 1924. Il passe avec succès l'examen du barreau la même année et rejoint le barreau de district de Mymensingh.

## Carrière politique

### Débuts
Nurul Amin commence sa carrière professionnelle en tant qu'avocat du barreau de district de Mymensingh en 1924. Dès 1929, il continue toutefois sa carrière dans la vie publique, intégrant le conseil local de Mymensingh cette année puis devient commissionnaire de cette municipalité en 1932. Entre 1937 et 1945, il est président du conseil de district de Mymensingh.

### Mouvement pour le Pakistan
Lui-même musulman, Nurul Amin rejoint la Ligue musulmane qui étend défendre les intérêts de cette communauté dans le Raj britannique et en vue de l'indépendance. Il s'engage ainsi dans le Mouvement pour le Pakistan auprès de Muhammad Ali Jinnah et devient donc un important membre de la Ligue pour le Bengale. D'abord président pour la Ligue de la section du district de Mymensingh, il devient vice-président de la Ligue pour le Bengale en 1944. Durant les élections provinciales de 1946, il est élu député à l'Assemblée législative du Bengale sous l'étiquette de la Ligue musulmane puis devient président de la chambre dans la foulée.

### Pakistan oriental

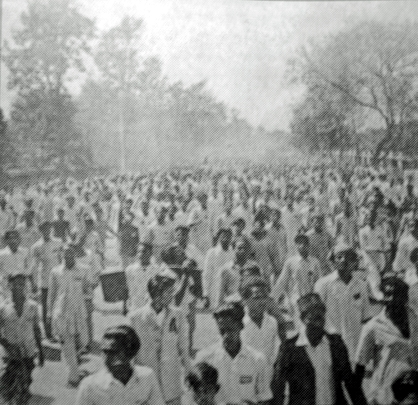
Manifestation au Pakistan oriental le 22 février 1952.

À la création du Pakistan le 14 août 1947, Nurul Amin est membre de l'Assemblée nationale. Il intègre également le gouvernement local de Khawaja Nazimuddin pour la province du Pakistan oriental, correspondant à la partie du Bengale musulman qui a rejoint le Pakistan, en tant que ministre du ravitaillement. Après la mort de Muhammad Ali Jinnah le 11 septembre 1948, Nazimuddin quitte son poste de ministre en chef pour devenir Gouverneur général du Pakistan. Nurul Amin le remplace donc à partir du 14 septembre pour devenir ministre en chef de la province. Durant ses fonctions, Nurul Amin s'oppose à l'émergence du Mouvement pour la Langue qui soutient l'adoption du bengali comme langue officielle du Pakistan. Il est notamment accusé d'avoir autorisé la police à tirer sur des activistes du mouvement le 21 février 1952. Il occupe cette fonction durant plus de cinq années, jusqu'au 3 avril 1954 où il perd les élections au profit de l'opposition menée par la Ligue Awami,.
Après le coup d'État d'octobre 1958 du chef de l'armée Muhammad Ayub Khan, Nurul Amin rejoint l'opposition au pouvoir militaire. En 1962, il rejoint une formation d'opposition de l'ancien Premier ministre Huseyn Shaheed Suhrawardy. Lors de l'élection présidentielle de 1965, il soutient Fatima Jinnah et est élu député la même année. Le 12 juin 1965, il devient le chef de l'opposition à l'Assemblée nationale et occupe ce poste jusqu'au 25 mars 1969. Alors qu'un mouvement populaire conteste le pouvoir militaire, Nurul Amin participe aux négociations entre l'opposition et Ayub Khan.
Lors des élections législatives de 1970, Nurul Amin s'oppose à la Ligue Awami et fonde le Parti démocratique du Pakistan. Il subit cependant un échec cuisant, étant le seul élu de son parti alors que la Ligue obtient 160 sièges sur les 162 du Pakistan oriental. Le résultat aboutit à une impasse et les négociations entre les forces politiques du Bengale et le pouvoir militaire ne donnent rien, conduisant à une guerre sanglante. 

### Sécession du Bangladesh

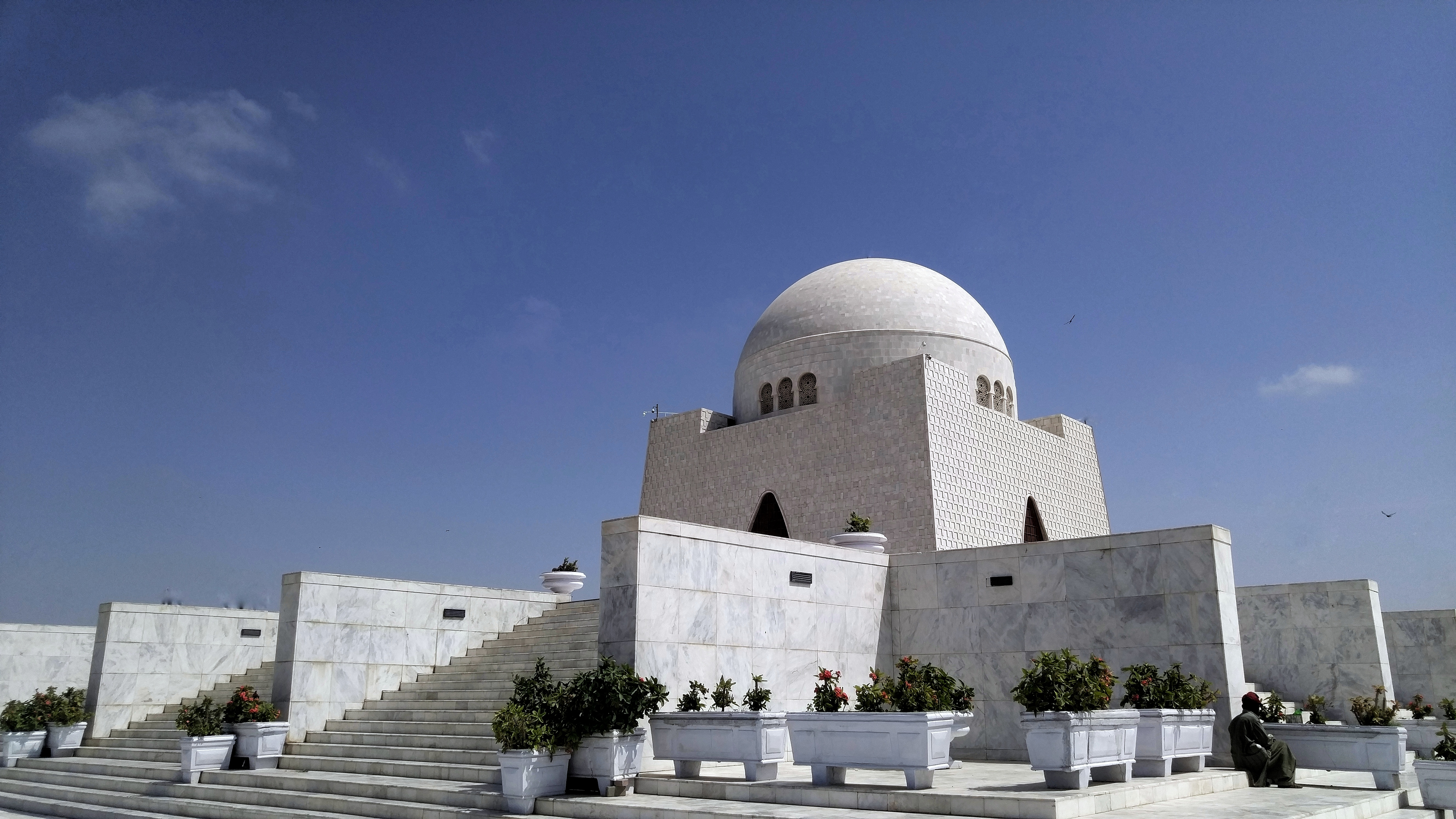
Le Mazar-e-Quaid.

Alors que les indépendantistes bengalis et l'armée pakistanaise s'affrontent à partir de mars 1971, Nurul Amin soutient cette dernière et l'unité du Pakistan. Après la défaite pakistanaise et la création du Bangladesh le 16 décembre 1971, il part s'installer au Pakistan occidental et converse sa citoyenneté et loyauté envers le pays. Le 7 décembre 1971, il est nommé Premier ministre par le président Muhammad Yahya Khan, sur le conseil de Zulfikar Ali Bhutto qui a gagné les élections de 1970 au Pakistan occidental et attend que les militaires lui transmettent le pouvoir. À peine treize jours plus tard, son poste est supprimé, mais il devient vice-président de la république jusqu'à ce que le poste soit aboli.
Nurul Amin meurt le 2 octobre 1974 à Rawalpindi à l'âge de 81 ans. Le Premier ministre Ali Bhutto lui donne des funérailles d’État et il est enterré au Mazar-e-Quaid, le mausolée du père de la nation Muhammad Ali Jinnah. Au Pakistan, Nurul Amin est considéré comme un patriote fidèle à son pays, alors qu'au Bangladesh il est vu comme un traitre et complices de crimes de guerre.